# Autoroute A6 (Pologne)
L'autoroute A6 (Autostrada A6) est une autoroute polonaise d’une longueur actuelle de 24,3 km. Cette autoroute, gratuite, fait partie de la route européenne 28. Sa fonction est de desservir l'agglomération de la ville de Szczecin, et elle sert de point de départ à plusieurs grands axes du pays : la voie rapide S3 (vers le sud-ouest du pays), la voie rapide S10 (vers la capitale Varsovie) et la voie rapide S6 (vers le nord du pays et Gdańsk). À l’ouest, elle est prolongée vers Berlin par l’autoroute allemande BAB 11.

## Histoire
La partie la plus ancienne de l'autoroute date des années 1930, époque où l'Allemagne a décidé de construite une autoroute pour relier ses deux provinces (vers Königsberg en Prusse-orientale). L'autoroute fut alors appelée Berlinka. Dans les années 1970-80, le gouvernement polonais a modernisé quelques tronçons de cette autoroute, dont la partie passant au sud de Szczecin.
Depuis, la modernisation se continue, le dernier tronçon à avoir été mis aux normes autoroutières a été fini en août 2014.

## Parcours
- Frontière allemande Kołbaskowo — Pomellen
- Aire de service Kołbaskowo (dans les deux sens)
- 1 Szczecin Zachód : Szczecin (ouest), Rosówek (frontière allemande) DK13
- Viaduc sur l'Oder (244 mètres)
- Viaduc sur l'Oder (266 mètres)
- 2 Radziszewo : Szczecin (sud), Gryfino, Chojna, Kostrzyn nad Odrą (frontière allemande) DK31
- Échangeur entre A6 et S3 E65 Klucz : Gorzów Wielkopolski, Poznań, Zielona Góra
- Tronçon commun avec la S3 et la E65
- 3 Szczecin Podjuchy : Szczecin (Podjuchy)
- Échangeur entre A6, route nationale 10 et S10 (en projet) Szczecin Kijewo: Szczecin (centre), Stargard Szczeciński, Bydgoszcz, Toruń, Varsovie
- 4 Szczecin Dąbie : Szczecin (est)
- Fin de l'autoroute, la route continue à 2x2 voies vers Świnoujście et Gdańsk sous le nom de S3

## Futur
Il est prévu de continuer l'autoroute sur 4 kilomètres (jusqu'à l'échangeur avec la S3 à Rzęśnica). La route existe déjà, il reste à la mettre aux normes autoroutières. Les travaux ont déjà commencé jusqu'à Rzęśnica.